# Магазин (презиме)
Магазин је српско презиме.

## Порекло
Презиме Магазин (православци) у Заградињу и Рупном Долу (површ, Требиња). Прво су били настањени у Сливници где су доселили из околине Херцег Новог. У ова насеља прешли су око 1720. године. Из Заградиња су се даље расељавали. Неке породице су преселиле у Биоград и Чичево код Требиња. Неки су одселили у Босну, а један је, као момак отишао у Србију и тамо постао министар. Магазини су се настанили у околини Коњица. Ту их је крајем 19. века било „до 120 душа“. Славе Митровдан.
Према Козићевим наводима, Магазини у Заградињу су променили славу због тога што су им „тада много долазили Турци: Никшићи и Корјенићи и ускоци Кривошијани“. Узели су нову славу Шћепандан, а прислужују Преображење. Магазини који су се доселили у околину Коњица настанили су се и у селу Џепи. Из Џепа су, на прелазу из 18. у 19. век, одселила 3 брата: 
- двојица су се населила у околини Брчког (један у Зовику, други у Лукавици)
- трећи је отишао у Србију. Њихови потомци су „модификовали“ презиме, па је настало ново: Магазиновић. Задржали су славу својих херцеговачких предака Митровдан. Крајем 18. и 19. века у Србији је било више угледних породица Магазиновића из којих потиче знатан број интелектуалаца и свештених лица. Настанак овог необичног презимена доводи се у везу с француском речи magazin (итал. magazzino), што у нашем језику значи: складиште, магаза. Ово презиме су највероватније добили у време када су насељавали околину Херцег Новог, јер су у то време били власници великог броја винских подрума (магаза).